# Aquilon (1789)

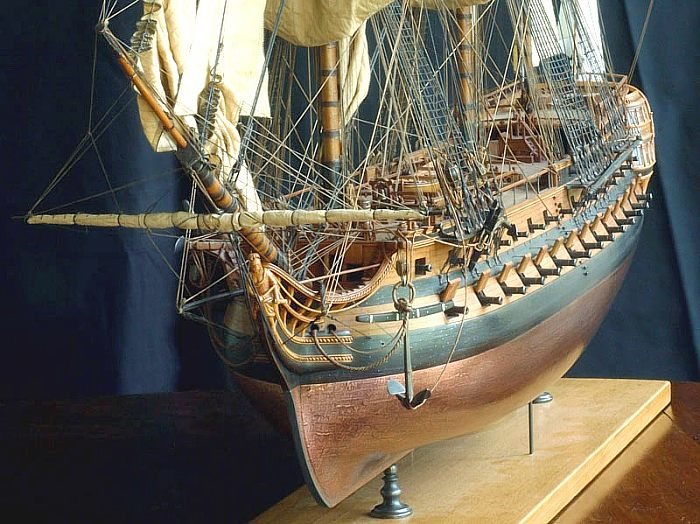
Modèle réduit d'un vaisseau de 74 canons du même type que l’Aquilon.

Pour les articles homonymes, voir Aquilon.
Pour les autres navires du même nom, voir Aquilon (1733) et HMS Aboukir.
L'Aquilon est un vaisseau de 74 canons de la classe Téméraire en service dans la marine française pendant les guerres de la Révolution française. Lancé en 1789, il participe en 1798 à l'expédition d'Égypte, est capturé lors de la bataille d'Aboukir et est renommé HMS Aboukir.

## Service actif

### Bataille d'Aboukir
Comme pour le reste de la flotte française, il manque sur l'Aquilon, commandé par le capitaine Thévenard, un cinquième de l'équipage. Le navire est le quatrième de la ligne de bataille française, entre les deux 74-canons Spartiate et Peuple Souverain. Engagé dès le début de la bataille par les premiers vaisseaux de Nelson, l'Aquilon se rend vers dix heures du soir.

### Dans laRoyal Navy
Le 12 août 1798, l'Aquilon appareille pour Gibraltar avec 5 autres navires français capturés et 7 vaisseaux britanniques sous les ordres de James Saumarez. Il est renommé HMS Aboukir.